# Tymczasowa Komisja Rządząca

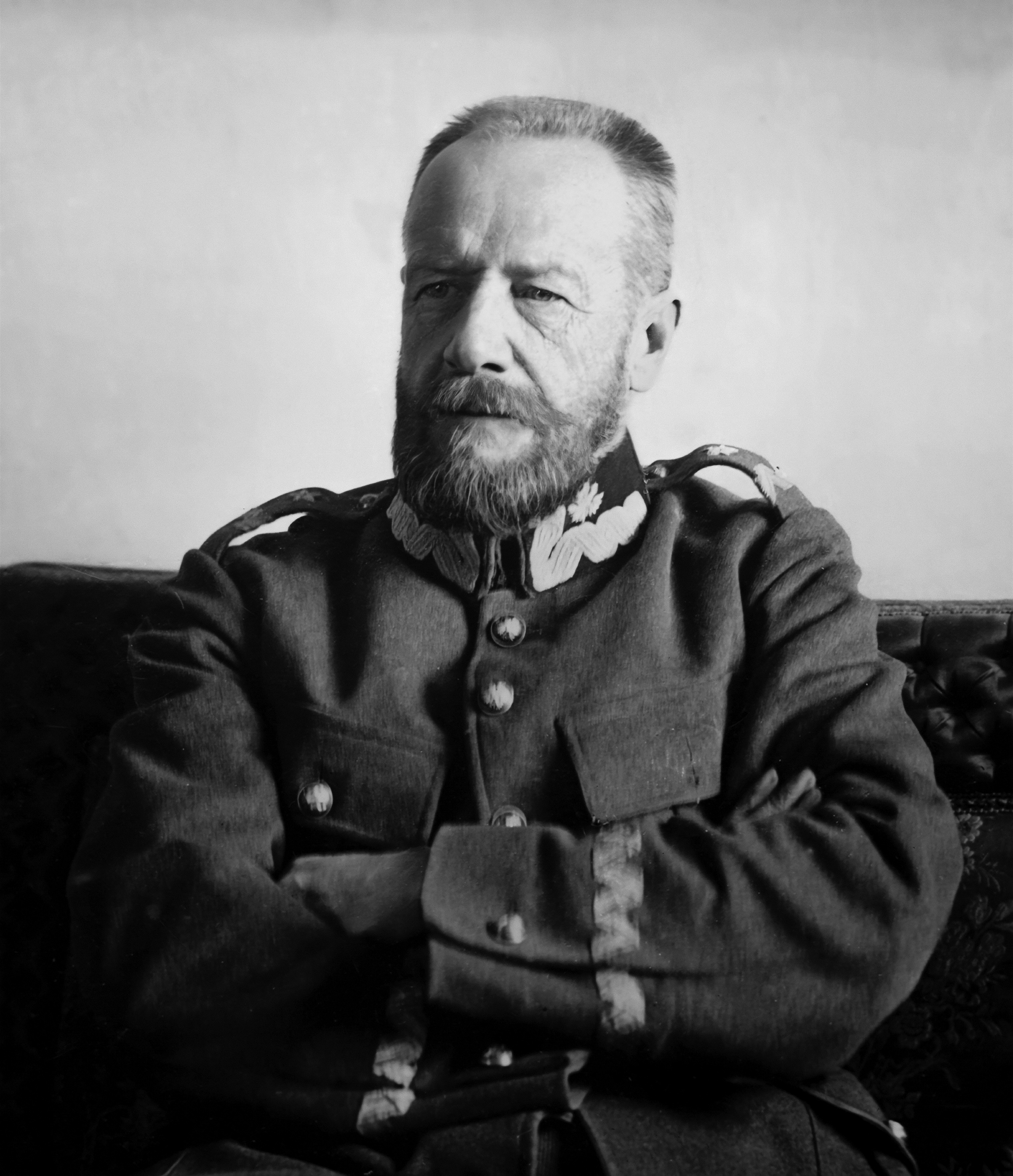
Generał Lucjan Żeligowski

Flaga Litwy Środkowej

Tymczasowa Komisja Rządząca – organ władzy wykonawczej na Litwie Środkowej.
Po pozorowanym buncie generała Lucjana Żeligowskiego i zajęciu obszaru Litwy Środkowej w dniu 12 października 1920 roku została powołana Tymczasowa Komisja Rządząca, która była organem wykonawczym nowo powstałego państwa.
W skład TKR weszli sygnatariusze odezwy „Do ludności Litwy Środkowej” z 9 października 1920, którzy podpisali ją obok generała: Witold Abramowicz, Leon Bobicki, Mieczysław Engiel, Jerzy Iwanowski, Wacław Iwanowski, Teofil Szopa, Aleksander Zasztowt (Engiel i Szopa jako przedstawiciele Straży Kresowej).
W strukturze Tymczasowej Komisji Rządzącej 12 października 1920 Naczelny dowódca Wojsk Litwy Środkowej gen. Lucjan Żeligowski powołał członków TKR na stanowisko dyrektorów departamentów. Komisja składała się z 11 departamentów i prezesa, który jednocześnie był dyrektorem Departamentu Spraw Wewnętrznych (Witold Abramowicz, a później Stefan Mokrzecki i Aleksander Meysztowicz). Do kompetencji prezesa TKR należało reprezentowanie TKR na zewnątrz, zwoływanie i przewodniczenie posiedzeniom oraz kierowanie biurem prezydialnym i wydziałem ustawodawczo-prawnym. Zastępcą prezesa był wiceprezes, który zastępował prezesa we wszystkich czynnościach związanych z funkcjonowaniem TKR. Dyrektorem Departamentu Pracy i Opieki Społecznej był Mieczysław Engiel.
Przy TKR powstały dwa urzędy pomocnicze:
- Gabinet Prezesa TKR z dyrektorem gabinetu na czele (zajmował się sprawami etatowych urzędników)
- Biuro Prezydialne (wykonywało specjalne polecenia prezesa TKR)

Do kompetencji TKR należało:
- cała władza ustawodawcza
- nadzór nad administracją kraju
- sporządzanie preliminarzy wydatków i dochodów
- mianowanie i odwoływanie urzędników 3 i 4 klasy
- wydawanie rozporządzeń i dekretów wykonawczych

Obrady TKR odbywały się 2 razy w tygodniu z możliwością zwołanie posiedzeń nadzwyczajnych.
Tymczasowa Komisja Rządząca formalnie istniała do dnia 6 kwietnia 1922 roku, gdy polski Sejm Ustawodawczy przyjął ustawę o włączeniu Litwy Środkowej do Polski.